# Niewiedza (buddyzm)
Niewiedza (sanskryt avidya; pali avijja; tyb. མ་རིག་པ, Wylie: ma rig pa) – kluczowe pojęcie buddyjskie. Obok splamień jest źródłem istnienia cierpienia (dukkha) w buddyzmie. Jest pierwszym i fundamentalnym ogniwem spośród Dwunastu ogniw współzależnego powstawania.

## Etymologia
Słowo sanskryckie „avidya” jest negacją znaczenia „vidya”, oznacza przeciwieństwo. „Vidya” znaczy „widzieć”, „wgląd”. Podobnie jest z tybetańskim słowem marigpa (Wylie. ma rigpa). Znaczenie tych słów można tłumaczyć jako przeciwieństwo wiedzy, brak wglądu. Polski termin „ignorancja” nie w pełni to ujmuje. Poprawniejsze tłumaczenie to „niewiedza”.

## Stosowanie terminu

### Hinajana i mahajana
Niewiedza jest brakiem zrealizowania stanu siunjata, poza konceptualnej obecności natury rzeczywistości i umysłu, stanu poza wszelkim dualistycznym przebywaniem i rozproszeniem (dualizm subiekt – obiekt), również tłumaczona jako nie-oświecenie (z angielskiego unenlightenment). Oprócz tego występują również splamienia, które są stanami konceptualnymi bardziej lub mniej subtelnymi, które muszą być usunięte przez arhata, aby zrealizować wyzwolenie od cierpienia (dukkha). Pogląd ten odpowiada hinajanie. Jednak całkowite usunięcie wszystkich negatywności i błędów wiąże się jeszcze z usunięciem bardziej subtelnych przeszkód, mianowicie zaciemnień od Niewiedzy. W wyniku tego osiąga się trzy ciała Buddy. Zaciemnienia od Niewiedzy (zwane również zaciemnieniami do wszechwiedzy), według nauk mahajany, usuwa się dopiero podczas zrealizowania Doskonałego Oświecenia (sanskryt. Anuttara Samjak Sambodhi) w wyniku praktyki bodhisattwy. Zaciemnienia od Niewiedzy, jak i splamienia konceptualne, są tylko zasłonami „przykrywającymi” nieuwarunkowaną naturę buddy, którą posiada każda czująca istota.
Niewiedzy, nie-oświecenia, w skład której wchodzą najbardziej subtelne zaciemnienia, nie można mylić z tzw. głupotą bądź tępotą, czyli zgrubnym splamieniem pomieszanego stanu konceptualnego.
Niewiedza komentowana jest w dziełach doktryn madhjamaka i jogaczara. Dziu Mipham (1846-1912) komentując jeden z głównych traktatów jogaczary o naturze buddy autorstwa Maitreji wylicza wszystkie czynniki do usunięcia niewiedzy:
- to co przejawia się jako niekonceptualna zmysłowa zdolność przejawiania dualizmu postrzegającego i postrzeganego
- proces formułowania racjonalnego umysłu, który konceptualny, po pierwsze prowadzi do przypuszczenia, że to co się przejawia jako dualizm jest takim faktycznie, po wtóre następuje formulacja terminu (koncepcji), czyli proces wewnętrzny konceptualizacji przez umysł dualizmu postrzegającego i postrzeganego
- wewnętrzne narządy zmysłowe takie jak oko, ucho itd.
- zewnętrzne obiekty (narządów zmysłowych)
- zdolności zmysłowe, taki jak wzrok słuch itd.
- przejawienia otaczającego świata wspólnie doświadczanego

ponieważ wszystko to jest nieobecne (w czasie Całkowitego Oświecenia), wolność od dualizmu postrzegającego i postrzeganego jest „jednego smaku” (poza wszelakimi punktami odniesienia).
Trzeci karmapa Rangdziung Dordże (1284–1339) precyzuje używając traktatu madhjamaki autorstwa Nagardżuny:
Takowoż, kiedy wszelkie tymczasowe zasłony (niewiedzy) – ściślej definiując my sami jako „czujące istoty” – będziemy nieobecnymi, jest tylko kwestią formalną czy „nasze” dharmadhatu (natura buddy) i „cała reszta” dharmadhatu (czyli natura buddy wszystkich buddów) są tym samym czy różnią się, ponieważ to co nazywane jest „czująca istotą” jest niczym innym jak tym właśnie błędem samym w sobie, co czyni takie rozróżnienia.
Innymi słowy oznacza to, że natura Buddy ze wszystkimi doskonałymi cechami jest wrodzona naturalnie wszystkim „czującym istotom”. Od początku „oczyszczania z zasłon niewiedzy” jest się coraz bardziej obecnym swojej prawdziwej natury, natury Buddy. Główny traktat jogaczary o naturze Buddy, „Mahayana Uttaratantra Shastra”, opisuje to następująco:
Doskonała kaja Buddy (sanskryt buddhakaya) jest wszystko obejmująca. (Owa) Jakość jest poza wszelkimi podziałami. Wszystkie czujące istoty mają tę sposobność. Ponieważ one mają zawsze naturę Buddy. Budda powiedział: wszystkie istoty mają naturę Buddy „ze względu na obecność mądrości zawsze wrodzonej czującym istotom, ze względu na niesplamioną naturę poza dualizmem (subiekt-obiekt), ze względu na rezultat stanu Buddy”.
W mahajanie zgodnie z poglądem siunjata współzależność zjawisk obejmuje wszystko całkowicie. Każda więc czująca istota ma nieograniczone możliwości rozwoju nawet aż do zrealizowania Doskonałego Oświecenia, tj. trzech ciał Buddy.

### Theravada
Niewiedza (pali. Avijjā) jest zdefiniowana jako nieznajomość Czterech Szlachetnych Prawd. Niewiedza zajmuje pierwszą pozycję w formule Zależnego Powstawania (paticca-samuppāda) ponieważ jest podstawą wszystkich utwierdzających życie działań, całego cierpienia (pali. dukkha). Sutta Buddy o niewiedzy, Avijja Sutta, identyfikuje ją jako lidera wszystkich niewłaściwości, a mądrość wglądu jako lidera w osiąganiu wszystkich zręcznych właściwości. W theravadzie mądrość wglądu (pali. suññatā) odnosi się do zrealizowania anatty, czyli niesubstancjalności wszystkich zjawisk jako pozbawionych „ja” i czegokolwiek, co należy do „ja”.

### Tantry jogi najwyższej
Buddyzm tybetański utożsamia stan braku niewiedzy z osiągnięciem stanu „zjednoczenia Przejrzystego Światła z Ciałem Iluzorycznym (Wylie. sgyu-lus)” z tantr jogi najwyższej nawet w ciągu życia lub po naturalnym procesie śmierci. Tantry jogi najwyższej to szczególne metody, które umożliwiają praktykującemu przebywanie w stanie natury umysłu zwanym „Przejrzyste Światło” za życia podczas medytacji i podczas procesu snu. Jest wtedy stanem, gdy osiągnie się rozpuszczenie wszystkich subtelnych wiatrów (sanskryt. prana) swego ciała w czasie fazy dzokrim (Wylie. rdzogs rim) i stanem z którego następnie powstaje Ciało Iluzoryczne (Wylie. sgyu-lus).
Jeżeli przebywanie w „Przejrzystym Świetle” można będzie kontynuować pod koniec naturalnego procesu własnej śmierci, co po tybetańsku nazywa się tukdam (wylie. thugs dam), to w zamian formowania się stanu przejściowego bardo stawania się (Wylie. Sidpai bardo) nastąpi formowanie się tantrycznego „Iluzorycznego Ciała” (Wylie. sgyu-lus), „ciała” z którego następnie może być wybrane „Ciało Emanacji” (tulku, Wylie. sprul sku). Tantrycznie transformowane jest w ten sposób tworzenie się własnej samsary w tworzenie się „trzech ciał Buddy” według mahajany, odpowiednio dharmakaji, sambhogakaji i nirmanakaji.
Stan tworzenia się własnej samsary opisuje Dziamgon Kongtrul Lodro Thaje w encyklopediach buddyzmu następująco:
„Tantra Kompendium Niezniszczalnego Przejrzystego Światła (opisuje):
Stan, który pojawia się z „Przejrzystego Światła” zwany jest Umysłem,
To jest podstawa wszystkich zjawisk,
Posiada naturę zarówno całkowicie bycia splamionym, jak i nieskalanie czystym,
Od tego stanu dwa aspekty się pojawiają,
ten poczucia siebie, i ten poczucia innego (dualizm subiekt-obiekt),
Z powodu tych świadomości tworzy się (element) wiatru,
(następnie etapami elementy) ognia, wody, a po wodzie (element) ziemi,
Na tych (elementach) tworzy się pięć skupisk,
pięć zdolności zmysłowych, pięć obiektów (tych) zdolności,
wszystko co jest związane ze świadomościami (cała samsara)”.

### Dzogczen
Zgodnie z procesem reinkarnacji według dwunastu ogniw współzależnego powstawania, każda czująca istota zanim narodzi się w świecie cierpień samsary musi najpierw ulec niewiedzy w czasie śmierci poprzedniego życia oraz w czasie stanu pośredniego bardo przed narodzinami. Według dzogczen ta niewiedza to marigpa – brak wyzwolenia (przeciwieństwo rigpy), która uniemożliwia rozpoznanie pierwotnej czystości (wylie. Ka-dak) w czasie śmierci lub nie rozpoznanie spontanicznego urzeczywistnienia (wylie. Lhun-Grub) zjawisk w czasie stanu bardo dharmaty (wylie. Chos-nyid Bar-do); chodzi o pierwszy, świetlisty stan bardo pomiędzy śmiercią a następnym odrodzeniem. Dopiero po owych nierozpoznaniach manifestuje się stopniowo Umysł (wylie. Sems), który zaczyna doświadczać zjawisk jako dualistycznie oddzielonych od niego i w wyniku tego następuje przekształcenie się zjawisk w samsaryczne formy pięciu żywiołów (przestrzeni, wiatru, ognia, wody, ziemi) w czasie drugiego stanu przejściowego bardo (wylie. Sidpai bardo), aż do odrodzenia po stanie bardo w świecie, a po odrodzeniu życie w świecie cierpień, dualności i konceptualności, kiedy aktywny jest Umysł.
W dzogczen zgodnie z naukami nintik (Wylie. sNying thig) przed stanem bardo stawania się (Wylie. Sidpai bardo) jest jeszcze spontaniczny stan bardo zwany bardo dharmaty (Wylie. Chos-nyid Bar-do) oraz istnieją trzy rodzaje marigpy (tłum. przeciwieństwo rigpy; Wylie. ma rig pa) jako trzykrotny brak „samo-wyzwolenia” procesu kształtowania się własnej samsary:
1. jeśli nie rozpoznaje się esencji (Wylie. Ngo-bo) manifestujących się zjawisk podstawy (Wylie. Gzhi-sNang), marigpa następuje po raz pierwszy; zjawiska podstawy (Wylie. Gzhi-sNang) nie zostają „samo-wyzwolone” w pierwotnej czystości (Wylie. Ka-dak) dla „powrotu” do dharmakai. Możliwe jest to w czasie przed zamanifestowaniem się bardo dharmaty (Wylie. Chos-nyid Bar-do).
2. jeśli nie rozpoznaje się natury (Wylie. Rang bZhin) zjawisk podstawy (Wylie. Gzhi-sNang), marigpa następuje po raz drugi; zjawiska podstawy (Wylie. Gzhi-sNang) nie zostają spontanicznie zrealizowane (Wylie. Lhun-Grub) w stanie nirwany wraz z końcowym „powrotem” do dharmakai. Możliwe jest to w czasie bardo dharmaty (Wylie. Chos-nyid Bar-do).
3. następnie manifestuje się Umysł (Wylie. sems), który zaczyna doświadczać zjawisk podstawy jako dualistycznie oddzielonych od niego, aż w końcu one zamanifestują się z czystych form buddów i świateł pięciu pierwotnych mądrości nirwany w samsaryczne formy pięciu żywiołów (przestrzeni, wiatru, ognia, wody, ziemi), w wyniku czego będzie odrodzenie w jednym z sześciu światów samsary. Marigpa następuje po raz trzeci, jeśli nie rozpozna się spontanicznego zrealizowania (Wylie. Lhun-Grub) tych zjawisk podstawy (Wylie. Gzhi-sNang) dzięki mocy (Wylie. Rtsal). „Powrót” do dharmakai będzie możliwy w czasie bardo stawania się (Wylie. Sidpai bardo) lub po narodzinach za życia poprzez zrealizowanie praktyki dzogczen.

Wspomniany „powrót” do dharmakai w dzogczen opisywany jest jako zrealizowanie stanu „pierwotnego buddy” Samantabhadry (Wylie. Kun-tu bzang-po), który posiada potrójną istotę rigpy (Esencję, Naturę i Współczucie) odpowiadającą trzem ciałom Buddy. Jako „zawsze młodzieńcza waza” (Wylie. Gzhon-Nu Bum-sku) ten pierwotny stan został „rozbity” by spontanicznie manifestować samsarę i nirwanę. Manifestacje te dokonały się w zależności czy doszło do powyższego trzykrotnego braku „samo-wyzwolenia” (marigpy), czy do trzykrotnego powyższego spontanicznego „powrotu”. Bardo dharmaty natomiast jest spontanicznym stanem zarówno ze zwykłego naturalnego procesu umierania, jak i z praktyki tögal. Dzogczen jest więc „ścieżką samo-wyzwolenia” (Wylie. rang grol lam) czy to samsary czy to nirwany, w odróżnieniu od tantr jogi najwyższej jako „ścieżki transformacji” procesu tworzenia się samsary w proces tantrycznego tworzenia się nirwany.
Możliwości zrealizowania dzogczen trzech ciał Buddy za życia można opisać następująco:
do stanu „pierwotnego buddy” powraca się za życia w trekciö poprzez rozpoznanie pierwotnej czystości (Wylie. ka-dak) lub w tögal poprzez następujące Cztery Wizje (Wylie. snang ba bzhi) spontanicznego zrealizowania (Wylie. lhun-grub) trzech ciał Buddy: 1) Bezpośrednie zrealizowanie dharmaty samej w sobie (Wylie. Chos-nyid mngon sum) otwiera wrota do czystych krain, tzn. pozostałych wizji; 2) Powiększające się doświadczenie (Wylie. Nyams gong ‘phel ba) odsłania wizję nirmanakaji; 3) Rigpa osiąga pełną dojrzałość (Wylie. Rig-pa tshad phebs) odsłaniając wizję sambhogakaji; 4) Wyczerpanie wszystkich zjawisk dharmaty (Wylie. Chos-nyid du ‘dzin pa tsam yang zad pa), gdzie rozpuszcza się samo w sobie skupienie na dharmacie, odsłania wizję dharmakaji, aż do stanu „pierwotnego buddy”.
Możliwości zrealizowania dzogczen trzech ciał Buddy zgodnie z procesem umierania, bardo i odrodzenia, można opisać następująco: Ci spośród praktykujących dzogczen, którzy nie urzeczywistnili dharmakaji dzięki praktyce trekciö ze stanu procesu umierania, lub nie urzeczywistnili sambhogakaji na drodze praktyki tögal ze stanu pośredniego bardo dharmaty (Wylie. Chos-nyid Bar-do), mają możliwość osiągnięcia nirmanakaji ze stanu pośredniego bardo stawania się (Wylie. Srid-pa’i Bar-do).